# Белоусовка (Харьковская область)
Белоусовка (укр. Білоусівка) — село, 
Станичненский сельский совет,
Нововодолажский район,
Харьковская область.
Код КОАТУУ — 6324285002. Население по переписи 2001 года составляет 82 (38/44 м/ж) человека.

## Географическое положение
Село Белоусовка находится на расстоянии в 6 км от реки Ольховатка.
По селу протекает пересыхающий ручей.
На расстоянии в 1 км расположены сёла Станичное, Печиевка и Дереговка.
Рядом проходит автомобильная дорога М-18 (E 105).
Недалеко от села проходит железная дорога, ближайшие станции Власовка и Караван (4,5 км).